# 球旋虫
球旋虫（学名：Spirema globosum）为石太阳虫科旋虫属的动物。在中国，分布于东海等海域。该物种的模式产地在东海28°30'N、128°E。